# Il terzo occhio (film 2003)
Il terzo occhio è un film del 2003, diretto da Susanna Nicchiarelli.

## Trama
In una beauty farm di Caramanico Terme sei donne di età e provenienza diverse si confrontano su sessualità, femminilità, corporeità.